# تپه جان قوی تپه سی
تپه جان قوی تپه سی مربوط به هزاره سوم و ۲ قبل از میلاد است و در شهرستان مراغه، بخش مرکزی، دهستان سراجوی شمالی، ۳ کیلومتری جنوب روستای قرطاول واقع شده و این اثر در تاریخ ۲۷ اسفند ۱۳۸۶ با شمارهٔ ثبت ۲۲۵۵۳ به‌عنوان یکی از آثار ملی ایران به ثبت رسیده است.